# Ray Keech
Ray Keech, född den 1 maj 1900 i Coatesville, Pennsylvania, USA, död den 15 juni 1929 i Tipton, Pennsylvania, var en amerikansk racerförare och världsrekordhållare på land under en tidsperiod.

## Racingkarriär
Keech vann tre tävlingar i det nationella mästerskapet säsongen 1928, vilket gav en andraplats i mästerskapet, något han även upprepade säsongen 1929, fast då postumt i en säsong han annars förmodligen hade vunnit. Han vann bara två veckor innan sin död 1929 års Indianapolis 500, efter att Louis Meyer fått problem med bilens oljetryck, och därmed tvingats bryta tävlingen. Keech satte även fartrekord på land med 334 km/h 1927 på Daytona Beach. Keech förlorade sitt liv i en krasch på Altoona Speedway bara ett par veckor efter sin seger på Indianapolis Motor Speedway.